# Chapelle Milinović à Subotica
La chapelle Milinović à Subotica (en serbe cyrillique : Милиновић капела у Суботици ; en serbe latin : Milinović kapela u Subotici) est une chapelle orthodoxe située à Subotica et dans le district de Bačka septentrionale, en Serbie. Elle est inscrite sur la liste des monuments culturels protégés de la République de Serbie (identifiant no SK 1809).

## Présentation
La chapelle Milinović a été construite en 1898 sur les plans d'un architecte inconnu. Elle est caractéristique du style éclectique. Elle est située dans la partie droite du Cimetière orthodoxe, à proximité de la chapelle Ostojić.
La chapelle est construite sur une base carrée, avec une entrée principale inspirée de celle d'un temple grec, marquée par deux colonnes aux chapiteaux ornés de motifs floraux ; sur les chapiteaux repose une architrave moulurée portant l'inscription « Porodična grobnica Stevana Milinovića » (« Tombeau familial de la famille de Stefan Milinović ») ; au-dessus de l'architrave se trouve un tympan triangulaire. Sur les quatre côtés de l'édifice, la corniche du toit est notamment soutenue par une série de consoles et ornée d'astragales. Au-dessus du toit et au centre de la chapelle s'élève un dôme reposant sur un tambour en briques jaunes décoré de pilastres et doté de quatre fenêtres avec des vitraux.
À l'intérieur de la chapelle, les murs sont simplement recouverts de marbre avec les portraits des quatre évangélistes.